# Jarmo Wasama
Pour les articles homonymes, voir Wasama.
Temple de la renommée finlandais : 1985
Jarmo Wasama (né le 2 décembre 1943 à Elimäki en Finlande - mort le 2 février 1966 à Tampere en Finlande) est un joueur professionnel finlandais de hockey sur glace dans les années 1960. Sacré cinq fois meilleur défenseur de la ligue, il remporte le titre de champion de Finlande en 1962 et 1966, année où il meurt à la suite d'un accident de voiture.
Par la suite, il est désigné membre du Temple de la renommée du hockey finlandais, son numéro 2 est retiré par Ilves et le trophée pour le meilleur rookie du championnat de Finlande porte son nom.

## Biographie

### Carrière de joueur
Jarmo Wasama né le 2 décembre 1943 à Elimäki en Finlande ; il est le fils de Matti Wasama, joueur du club Ilves Tampere dans les années 1930 et 1940.
Jarmo fait ses débuts avec le club de son père en 1960-1961 dans la SM-sarja aux côtés de Raimo Kilpiö qui est sacré meilleur joueur finlandais de la saison alors que le club termine septième sur dix.
Lors de sa deuxième saison, Jarmo Wasama est nommé dans l'équipe type de la saison au poste de défenseur et Ilves remporte son treizième titre de champion de la Finlande. À la fin de la saison, il est sélectionné avec l'équipe nationale de Finlande pour participer au championnat du monde, une quatrième place pour son pays,.
Jarmo Wasama est une nouvelle fois sélectionné dans l'équipe type des saisons suivantes : 1962-1963, 1963-1964, 1964-1965 et 1965-1966. Il joue également avec la Finlande lors des championnats du monde 1963 et championnats du monde 1965, cette dernière édition ayant lieu à Tampere. Les deux éditions sont remportées par l'URSS,. En 1964, Wasama est sélectionné pour jouer les Jeux olympiques avec une sixième place au classement de la compétition pour la Finlande.
En club, son équipe remporte un nouveau titre de champion de Finlande lors de cette dernière saison même si le défenseur vedette meurt en février. Le 2 février 1966, après un entraînement au club, par une nuit de brouillard, il rentre dans un tracteur arrêté sur la route. Son père et lui sont hospitalisés mais seul son père survit ; finalement, ce dernier décédera quatre ans plus tard.

### Postérité
À la suite du décès, son club décide de retirer son numéro, le numéro 2, et plus aucun joueur ne pourra par la suite porter le numéro du joueur défunt. En 1971-1972, la fédération finlandaise de hockey décide de mettre en place le trophée Jarmo-Wasama – en finnois : Jarmo Wasaman muistopalkinto – pour le meilleur rookie de la saison.
En 1985, Jarmo Wasama reçoit un nouvel hommage de la fédération finlandaise en étant nommé au Temple de la renommée du hockey finlandais ; il reçoit alors le titre de Jääkiekkoleijona , « Lion du hockey sur glace », avec le numéro 36.

## Statistiques
| Saison    | Équipe        | Ligue    |    | PJ | B | A  | Pts | Pun |
| 1960-1961 | Ilves Tampere | SM-sarja | 18 | 4  | 2 | 6  | 28  |     |
| 1961-1962 | Ilves Tampere | SM-sarja | 18 | 3  | 4 | 7  | 18  |     |
| 1962-1963 | Ilves Tampere | SM-sarja | 18 | 9  | 5 | 14 | 16  |     |
| 1963-1964 | Ilves Tampere | SM-sarja | 18 | 4  | 4 | 8  | 4   |     |
| 1964-1965 | Ilves Tampere | SM-sarja | 18 | 3  | 4 | 7  | 7   |     |
| 1965-1966 | Ilves Tampere | SM-sarja | 16 | 4  | 3 | 7  | 14  |     |

| Année | Équipe   | Compétition          |   | PJ | B | A | Pts | Pun             |  | Résultats |
| 1962  | Finlande | Championnat du monde | 7 | 0  | 3 | 3 | 0   | Quatrième place |  |           |
| 1963  | Finlande | Championnat du monde | 7 | 1  | 1 | 2 | 4   | Cinquième place |  |           |
| 1964  | Finlande | Jeux olympiques      | 8 | 0  | 1 | 1 | 6   | Sixième place   |  |           |
| 1965  | Finlande | Championnat du monde | 7 | 3  | 1 | 4 | 2   | Septième place  |  |           |

## Trophées et honneurs personnels
- Champion de la SM-sarja en 1961-1962 et 1965-1966
- Défenseur de l'équipe de la saison en 1961-1962, 1962-1963, 1963-1964, 1964-1965 et 1965-1966
- Membre du temple de la renommée du hockey finlandais